# Sidhe (empresa)
Sidhe (anteriormente Sidhe Interactive hasta 2009) es un desarrollador de videojuegos neozelandés con sede en Wellington y miembro cofundador de la New Zealand Game Developers Association y el New Zealand Institute of Screen Innovation. Sidhe ha producido más de 20 títulos, incluidos varios videojuegos de carreras no realistas con licencia.

## PikPok
La marca Sidhe fue reemplazada en 2012 por una marca subsidiaria, PikPok, que era un equipo de desarrollo de iOS y Android. Los títulos notables de PikPok incluyen Bird Strike y la serie de videojuegos arcade deportivos Flick Kick. En septiembre de 2010, se anunció una asociación editorial entre PikPok y Lexaloffle Games, y el primer título de esa colaboración, Zen Puzzle Garden, se lanzó en diciembre de 2010.
Tanto la marca Sidhe como la marca PikPok pertenecen al holding Prodigy Design Limited.

## Premios de la industria
PikPok recibió una mención de honor en los premios del Independent Games Festival de 2011 por Flick Kick Football, en la categoría Mejor juego móvil, y Bird Strike fue finalista en la séptima edición de los premios IMG (2011).

## Beca Sidhe
Sidhe ofrecía una beca para estudiantes que deseaban estudiar desarrollo de videojuegos a nivel de posgrado en la Media Design School de Auckland. A fines de 2010, Sidhe anunció la beca financiera Sidhe Elite para 2011 con el objetivo de apoyar a los jóvenes aspirantes a desarrolladores de videojuegos. Muchos graduados de la Media Design School han ido a trabajar a Sidhe.

## Videojuegos desarrollados
- Rugby Challenge 2: The Lions Tour Edition (consolas y Windows, 2013)[11]
- Tap Dragon Drop (iOS, 2012)
- Rugby Challenge (consolas y Windows, 2011)
- Blood Drive (PS3 y Xbox 360, 2010)
- Rugby League 3 (Wii, 2010)
- Madagascar Kartz (PS3, Xbox 360 y Wii, 2009)
- Hot Wheels Battle Force 5 (Wii, 2009)
- Shatter (PS3, 2009; PC, 2010)
- Rugby League 2 World Cup Edition (PS2, 2008)
- Speed Racer: The Videogame (Wii y PS2, 2008)
- GripShift (PSP, PS3, Xbox 360, 2007)
- Jackass: The Game (PSP y PS2, 2007)
- Melbourne Cup Challenge (PC, Xbox y PS2, 2006)
- GripShift (PSP, 2005)
- Rugby League 2, (PC y PS2, 2005; Xbox, 2006)
- NRL Rugby League, (PC, Xbox y PS2, 2003)

## Otros videojuegos relacionados
- Aladdin Chess Adventures (Windows, 2004)[12]
- SpyHunter (Windows, 2003)
- Barbie Sparkling Ice Show (Windows, 2002)[13]